# 2020年夏季殘疾人奧林匹克運動會五人制足球比賽
2020年夏季帕拉林匹克運動會五人制足球比賽，是因嚴重特殊傳染性肺炎疫情而延期2021年举行的第16届夏季帕拉林匹克運動會的其中一个比赛项目，于2021年8月29日至9月4日在东京青海都市运动公园进行。总共有8个国家获得参赛资格。

## 比赛分级和规则
残奥五人制足球主要面向盲人选手。除守门员非盲以外，其他参赛选手对光有非常低的感知或者完全没有感知。为确保比赛公平，所有非守门员选手必须佩戴黑色眼罩。
- 比赛的场地为40米长、20米宽。双方底线分别设有1个半径为6米的禁区、2米长及5米宽的守门员区、距离底线6米的罚球点及8米的第二罚球点。
- 从底线开始计算的12米距离会有一条虚线，将比赛范围分为3个部分：防守区、中场区、进攻区。每个区域可以有1位引导员帮助比赛进行。其中防守区及中场区的引导员分别是守门员及教练。
- 比赛使用的球必须为圆球体，圆周介于60至62公分、重量介于510至540公克，并内置声音装置。
- 每支队伍于比赛时由5名运动员组成，4名外场运动员必须为B1级，而守门员则可以为B2级、B3级或视力健全的运动员。而所有B1级的运动员都必须配戴吸水性能佳的眼罩和头罩，确保比赛的公平和安全性。比赛设有主裁判及助理裁判各1位，而第三裁判则会在以上2位裁判其中1位无法执法时替上。
- 比赛的时间为上、下半场各25分钟，中场休息时间不多于10分钟，设有补时。每支队伍于上、下半场各有1次1分钟暂停时间。
- 没有黄牌及红牌制度。但如果有运动员的判罚次数达到5次，该名运动员将不能再于该赛事上场并由另一位运动员替上。设有任意球及罚球。

其他规则可参阅国际盲人体育协会的网页。

## 资格赛
有8支男子球队参加比赛，每个代表团只能派出一支球队，每支球队最多派出15人：8位球员，2位守门员以及其它用于引导的辅助人员，守门员不在球员名单内以及没有分级限制，可以选择视力正常的运动员）。
| 资格赛                   | 日期                   | 地点           | 名额 | 晋级球队                                |
| ------------------------ | ---------------------- | -------------- | ---- | --------------------------------------- |
| 2018年世界盲人足球锦标赛 | 2018年6月5日-16日      | 马德里         | 1    | 巴西（BRA）                             |
| 2019年美洲区锦标赛       | 2019年6月2日-10日      | 圣保罗         | 1    | 阿根廷（ARG）                           |
| 2019年欧洲区锦标赛       | 2019年9月15日-24日     | 罗马           | 2    | 法国（FRA） · 西班牙（ESP）             |
| 2019年亚洲区锦标赛       | 2019年9月30日-10月6日  | 芭提雅         | 2    | 伊朗（IRI） · 中国（CHN） · 泰国（THA） |
| 2019年非洲区锦标赛       | 2019年11月22日-12月1日 | 埃努古         | 1    | 摩洛哥（MAR）                           |
| 主办国                   | 2013年9月7日           | 布宜诺斯艾利斯 | 1    | 日本（JPN）                             |
| 总计                     |                        |                | 8    |                                         |

## 日程
以下是五人制足球项目的赛程安排：
| G | 小组赛 | C | 5至8名排名赛 | ½ | 准决赛 | B | 铜牌赛 | F | 决赛 |

| 日期赛事 | 8月25日 | 8月26日 | 8月27日 | 8月28日 | 8月29日 | 8月30日 | 8月31日 | 9月1日 | 9月2日 | 9月2日 | 9月3日 | 9月4日 | 9月4日 | 9月5日 |
| -------- | ------- | ------- | ------- | ------- | ------- | ------- | ------- | ------ | ------ | ------ | ------ | ------ | ------ | ------ |
| 男子     |         |         |         |         | G       | G       | G       |        | C      | ½      |        | B      | F      |        |

## 奖牌得主
| 项目 | 金牌 | 银牌 | 铜牌 |
| 男子 | 巴西（BRA） · Cássio Lopes dos Reis · Damião Robson · Gledson da Paixão Barros · Jardiel · Jeferson da Conceição · Luan de Lacerda · Matheus Bumussa · Raimundo Nonato Alves · Ricardo Alves · Tiago da Silva | 阿根廷（ARG） · Federico Accardi · Ángel Deldo · Maximiliano Espinillo · Nahuel Heredia · Darío Lencina · Germán Muleck · Froilán Padilla · Marcelo Panizza · Braian Pereyra · Nicolás Véliz | 摩洛哥（MAR） · Abdellali Ait Al-Hakem · Elhabib Ait Bajja · Samir Bara · Imad Berka · Kamal Boughlam · Said El-Mselek · Houssam Ghilli · Ayoub Hadimi · Abderrazak Hattab · Zouhair Snisla |